# Nils Gruvebäck
Nils Erik Gruvebäck, född 22 januari 1982, är en svensk journalist.
Nils Gruvebäck har tidigare arbetat på bland annat Västerviks Tidningen och Öst Media. Sedan 2017 är han nyhetschef på Östgöta Correspondenten i Linköping.